# Judo op de Europese Spelen 2015
Judo is een van de sporten die beoefend werden tijdens de Europese Spelen 2015 in Bakoe, Azerbeidzjan. Judo stond van 25 tot en met 28 juni op het programma. Het toernooi diende tevens als Europese kampioenschappen judo 2015.

## Programma
Er werd bij het judo in 18 onderdelen gestreden om de medailles: negen bij de mannen, negen bij de vrouwen. Het judotoernooi gold ook als Europese kampioenschappen judo 2015. Medaillewinnaars krijgen telkens twee medailles. De enige uitzonderingen zijn de twee onderdelen voor mindervaliden, die enkel op de Europese Spelen op het programma staan.
| Juni 2015 | dp 25 | vr 26 | za 27 | zo 28 | Tot. |
| --------- | ----- | ----- | ----- | ----- | ---- |
| Judo      | 5     | 6     | 5     | 2     | 18   |

## Deelname
In totaal deden 350 atleten mee in de judo-onderdelen van de Europese Spelen 2015: 209 mannen en 141 vrouwen.

## Medailles

### Mannen
| Onderdeel            | Goud | Goud                    | Zilver | Zilver              | Brons   | Brons                                  |
| -------------------- | ---- | ----------------------- | ------ | ------------------- | ------- | -------------------------------------- |
| -60 kg               | RUS  | Beslan Moedranov        | AZE    | Orkhan Safarov      | SUI GEO | Ludovic Chammartin Amiran Papinashvili |
| -66 kg               | RUS  | Kamal Khan-Magomedov    | FRA    | Loïc Korval         | RUS GER | Mikhail Pulyaev Sebastian Seidl        |
| -73 kg               | ISR  | Sagi Muki               | GEO    | Nugzar Tatalashvili | SLO BEL | Rok Drakšič Dirk Van Tichelt           |
| -80 kg               | RUS  | Avtandili Tchrikishvili | GEO    | Ivan Nifontov       | GER FRA | Alexander Wierczeczak Loïc Pietri      |
| -90 kg               | RUS  | Kirill Denisov          | GEO    | Varlam Liparteliani | GRE NED | Ilias Iliadis Guillaume Elmont         |
| -100 kg              | NED  | Henk Grol               | CZE    | Lukáš Krpálek       | BEL FRA | Toma Nikiforov Cyrille Maret           |
| +100 kg              | GEO  | Adam Okruashvili        | ISR    | Or Sasson           | RUS UKR | Renat Saidov Iakiv Khammo              |
| +90 kg mindervaliden | AZE  | Ilham Zakiyev           | UKR    | Oleksandr Pominov   | RUS AZE | Aleksandr Parasiuk Zakir Mislimov      |

### Vrouwen
| Onderdeel            | Goud | Goud               | Zilver | Zilver             | Brons   | Brons                               |
| -------------------- | ---- | ------------------ | ------ | ------------------ | ------- | ----------------------------------- |
| -48 kg               | BEL  | Charline Van Snick | TUR    | Ebru Sahin         | HUN RUS | Eva Csernoviczki Irina Dolgova      |
| -52 kg               | ROU  | Andreea Chițu      | FRA    | Annabelle Euranie  | GER RUS | Mareen Kräh Natalja Koezjoetina     |
| -57 kg               | POR  | Telma Monteiro     | HUN    | Hedvig Karakas     | KOS GER | Nora Gjakova Miryam Roper           |
| -63 kg               | GER  | Martyna Trajdos    | SLO    | Tina Trstenjak     | ISR FRA | Yarden Gerbi Clarisse Agbegnenou    |
| -70 kg               | NED  | Kim Polling        | GER    | Laura Vargas Koch  | AUT GER | Bernadette Graf Szaundra Diedrich   |
| -78 kg               | NED  | Marhinde Verkerk   | GER    | Luise Malzahn      | SLO NED | Anamari Velenšek Guusje Steenhuis   |
| +78 kg               | FRA  | Emilie Andeol      | GER    | Jasmin Külbs       | TUR UKR | Belkız Zehra Kaya Svitlana Yaromka  |
| -57 kg mindervaliden | UKR  | Inna Cherniak      | AZE    | Sabina Abdullayeva | UKR GER | Nataliya Nikolaychyk Romona Brussig |

### Teams
| Onderdeel | Goud      | Zilver    | Brons            |
| --------- | --------- | --------- | ---------------- |
| Mannen    | Frankrijk | Georgië   | Rusland Oekraïne |
| Vrouwen   | Frankrijk | Duitsland | Italië Slovenië  |

## Medailleklassement
| Plaats | Land         | Goud | Zilver | Brons | Totaal |
| 1      | Frankrijk    | 3    | 2      | 3     | 8      |
| 2      | Rusland      | 3    | 1      | 6     | 10     |
| 3      | Nederland    | 3    | 0      | 2     | 5      |
| 4      | Georgië      | 2    | 3      | 1     | 6      |
| 5      | Duitsland    | 1    | 4      | 6     | 11     |
| 6      | Azerbeidzjan | 1    | 2      | 1     | 4      |
| 7      | Oekraïne     | 1    | 1      | 4     | 6      |
| 8      | Israël       | 1    | 1      | 1     | 3      |
| 9      | België       | 1    | 0      | 2     | 3      |
| 10     | Portugal     | 1    | 0      | 0     | 1      |
| 10     | Roemenië     | 1    | 0      | 0     | 1      |
| 12     | Slovenië     | 0    | 1      | 3     | 4      |
| 13     | Hongarije    | 0    | 1      | 1     | 2      |
| 13     | Turkije      | 0    | 1      | 1     | 2      |
| 15     | Tsjechië     | 0    | 1      | 0     | 1      |
| 16     | Griekenland  | 0    | 0      | 1     | 1      |
| 16     | Italië       | 0    | 0      | 1     | 1      |
| 16     | Kosovo       | 0    | 0      | 1     | 1      |
| 16     | Oostenrijk   | 0    | 0      | 1     | 1      |
| 16     | Zwitserland  | 0    | 0      | 1     | 1      |
| Totaal | Totaal       | 18   | 18     | 36    | 72     |